# Абу Нувас
Абу Нувас ал-Хасан ибн Хани ал-Хаками (756 – 814, на арабски: ابونواس; на персийски: ابونواس) е един от най-известните класически арабски и персийски поети.
Роден в персийския град Ахваз, Абу Нувас е дете на персийска майка и арабски баща. Твори във всички жанрове на арабската поезия от VIII-IX век и се превръща във фолклорен герой, като е споменат на няколко пъти и в „Хиляда и една нощ“.

## Ранни години
Абу Нувас е роден около 756 година в град Ахваз в Хузестан. Баща му Хани, с когото никога не се среща, е арабски войник в армията на халифа Маруан II. Майка му е местна персийска тъкачка, наречена Голбан. Рожденото му име е Хасан ибн Хани ал-Хаками, а Абу Нувас (буквално: баща на кичурите) е прякор, който получава по-късно заради двата дълги странични кичура коса, висящи до раменете му.
Докато Абу Нувас е още дете, майка му го продава на Саад ал-Яшира, търговец на благовония от Басра, за когото събира ароматни треви. По-късно заминава за Багдад, най-вероятно придружаван от Валибах ибн ал-Хубаб, и скоро става известен със своите хумористични стихове, често засягащи дейности, забранени от исляма. За разлика от традиционната арабска поезия, техни основни теми са градският живот, виното (хамрият) и неприличните остроумия (муджуният). По поръчка пише стихове за лова, за любовта към жени и млади мъже, както и панегирици за покровителите си. Позорна слава му носят острата му сатира и подигравките в стиховете му, две от основните теми на които стават сексуалната пасивност на мъжете и сексуалната невъздържаност на жените. Макар че възхвалява момчешката любов, той съвсем не толерира лесбийството и често се подиграва на безсмислието, което вижда в него. Абу Нувас обича да шокира обществото, като открито пише за неща, изрично забранени от исляма. Може би е първият арабски поет, който пише за мастурбацията.
Исмаил бин Нубакхт казва за Абу Нувас: 
| „ | Никога не съм виждал човек по-широко образован от Абу Нувас, нито такъв, който – макар да притежава тъй богата памет – има толкова малко книги. След болестта му ние претърсихме къщата му и успяхме да открием само едно-единствено тесте хартия, подвързано и съдържащо колекция от редки изрази и граматически уточнения. | “ |

## Изгнание и затвор
Абу Нувас е принуден да замине за известно време за Египет, след като посвещава една елегия на Бармакидите – влиятелна персийска политическа фамилия, която изпада в немилост пред халифа Харун ал-Рашид и много от представителите ѝ са избити. Завръща се в Багдад едва през 809 година, след смъртта на халифа. Последвалото възкачване на трона на ал-Амин, наследник на Харун ал-Рашид и ученик на Абу Нувас, е благоприятно за поета. Този период се превръща в най-успешния от живота на Абу Нувас, като според повечето изследователи той създава повечето си стихотворения именно по това време. Най-известно сред тях е касида, възхваляваща халифа ал-Амин.
През тези години Абу Нувас е смятан от своите съвременници за най-великия ислямски поет. Въпреки това той е изпратен в затвора, когато пиянските му похождения изчерпват търпението на ал-Амин. Неговият наследник, ал-Мамун, е много по-пуритански настроен и през последните години от живота си Абу Нувас остава в немилост.
Според някои по-късни свидетелства от страх пред връщането си в затвора Абу Нувас изоставя старите си навици и става силно религиозен, докато според други това е само привидно и той се опитва да си върне благоразположението на халифа чрез смирение. Един разказ твърди, че помощникът на ал-Мамун Зонбор подлъгва пияния Абу Нувас да напише сатира за Али ибн Абу Талиб. Зонбор след това умишлено прочита поемата на всеослушание, с което удължава престоя му в затвора.
Според различни версии Абу Нувас умира в затвора, отровен е от Исмаил бин Абу Сел или и двете заедно. Това става около 815 година.

## Наследство
Днес Абу Нувас е смятан за един от класиците на арабската литература. Той оказва влияние върху много автори през следващите столетия, сред които са Омар Хаям и Хафез – и двамата персийски поети.
В няколко приказки от „Хиляда и една нощ“ се появява хедонистична карикатура на Абу Нувас. В Източна Африка Абу Нувас, наричан на суахили Абунуваси, е фолклорен герой, подобен на Настрадин Ходжа. Въз основа на тези традиционни разкази, през 1996 година танзанийският художник Гадо издава комикс на суахили, също озаглавен „Абунуваси“.
Сред най-известните му поеми са тези, които осмиват носталгията по Старата Арабия – живота на бедуините, и възхваляват тогавашния начин на живот в Багдад, изграждайки ярък контраст.
Свободата на изразяване на Абу Нувас по теми, подложени на забрана от нормите на исляма, предизвикват цензурирането на негови текстове. До началото на XX в. произведенията му се разпространяват свободно, но през 1932 година в Кайро излиза първото съвременно цензурирано издание на Абу Нувас. През 2001 година египетските власти изгарят 6 хиляди негови книги с хомоеротична поезия.
През 1976 г. учени дават името Абу Нувас на кратер на планетата Меркурий в чест на поета.
Ал-Кхатиб ал-Багхдади – авторът на „Историята на Багдад“, пише, че Абу Нувас е погребан в гробището Шунизи в Багдад. В града има няколко места, които носят името на поета. Улица „Абу Нувас“, в миналото една от витрините на града, се простира по източния бряг на река Тигър. Паркът „Абу Нувас“ също се намира наблизо.